# Piazza della Borsa (Trieste)
Piazza della Borsa è una delle piazze principali di Trieste. Conosciuta anche come il secondo salotto buono cittadino la piazza è stata il centro economico della città per tutto il XIX secolo.
È la piazza immediatamente adiacente a piazza Unità d'Italia e, restringendosi, prosegue fino all'inizio di corso Italia, un'importante arteria cittadina. Il luogo ove sorge la piazza si trovava anticamente appena fuori dalle mura cittadine. Infatti nel punto dove si trova il passaggio con piazza Unità  si trovava la porta di Vienna e le case che delimitano la piazza verso monte seguono la linea delle antiche mura verso la torre di Riborgo.
La piazza inizialmente si chiamava piazza della Dogana, dal nome dell'edificio che sorgeva al posto dell'attuale Tergesteo. Il suo nome attuale le deriva da un evidente toponimo dovuto al palazzo costruito nel 1806 dall'architetto maceratese Antonio Mollari per ospitare le attività dei commercianti di Borsa. Tale edificio, che contraddistingue la piazza e che costituisce uno degli esempi più rilevanti dei monumenti neoclassici triestini, è attualmente sede della Camera di commercio, industria, artigianato e agricoltura di Trieste, ed è chiamato anche Borsa vecchia, in quanto la Borsa si è spostata dapprima nel 1844 al Tergesteo, e quindi nel 1928 in un palazzo attiguo (ex palazzo Dreher) che viene perciò anche chiamato Borsa nuova.
A fianco di questo palazzo si trovava un tempo il Canal Piccolo, ancor oggi ricordato dal nome della via, che attraverso la Portizza e via del Ponte arrivava fino al centro della città vecchia. Il canale fu interrato nel 1816.
Nella piazza si affacciano numerosi altri palazzi, oggi adibiti per lo più a sedi bancarie o a negozi. Interessante è l'edificio in stile liberty realizzato dall'architetto Max Fabiani nel 1905 (casa Bartoli). Sempre nella piazza si affaccia l'antica galleria coperta del palazzo del Tergesteo (architetto Buttazzoni - inaugurato nel 1842), che crea un collegamento pedonale fino alla piazza antistante il teatro lirico "Giuseppe Verdi". Nel palazzo del Tergesteo trovano posto anche alcuni dei caffè storici di Trieste.
Di fronte al palazzo della Camera di commercio una colonna in pietra sorregge la figura di un imperatore. È la colonna di Leopoldo I d'Austria il cui figlio, Carlo VI, istituì a Trieste il porto franco. La colonna era stata eretta nel 1660 in piazza Pozzo del Mare e venne spostata in piazza della Borsa nel 1808.
Il 27 aprile 2011 è stata inaugurata la restaurata e riqualificata piazza della Borsa, con la completa pedonalizzazione ed il ritorno della fontana del Nettuno (1755) nella sua sede originale, da cui fu tolta nel 1920. La fontana era presente fino alla fine del 2008 in piazza Venezia, dove, a seguito di una riqualificazione completa, è stata sostituita dalla statua di Massimiliano d'Austria.

## Galleria d'immagini

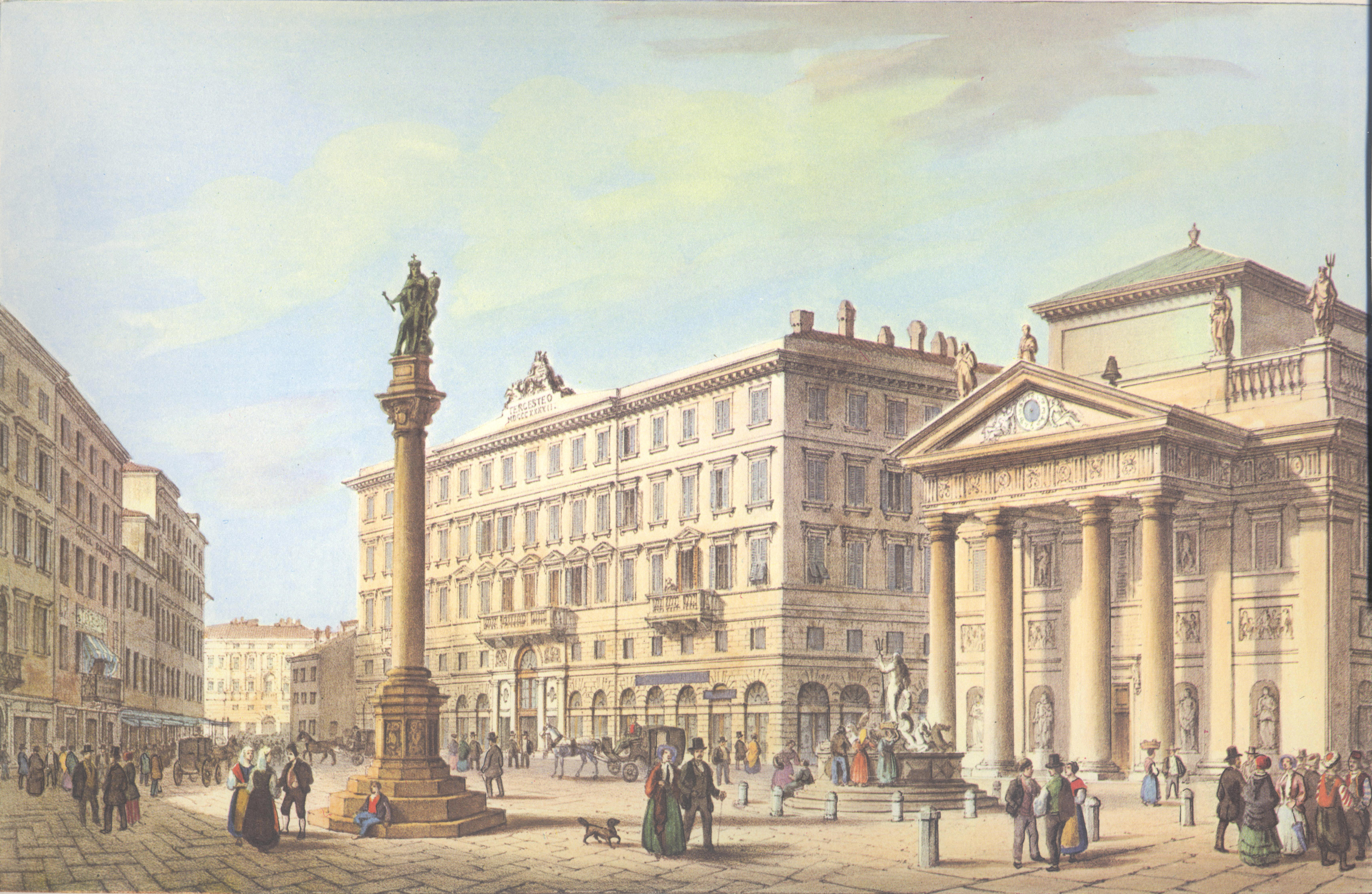
Un disegno di Marco Moro del 1854
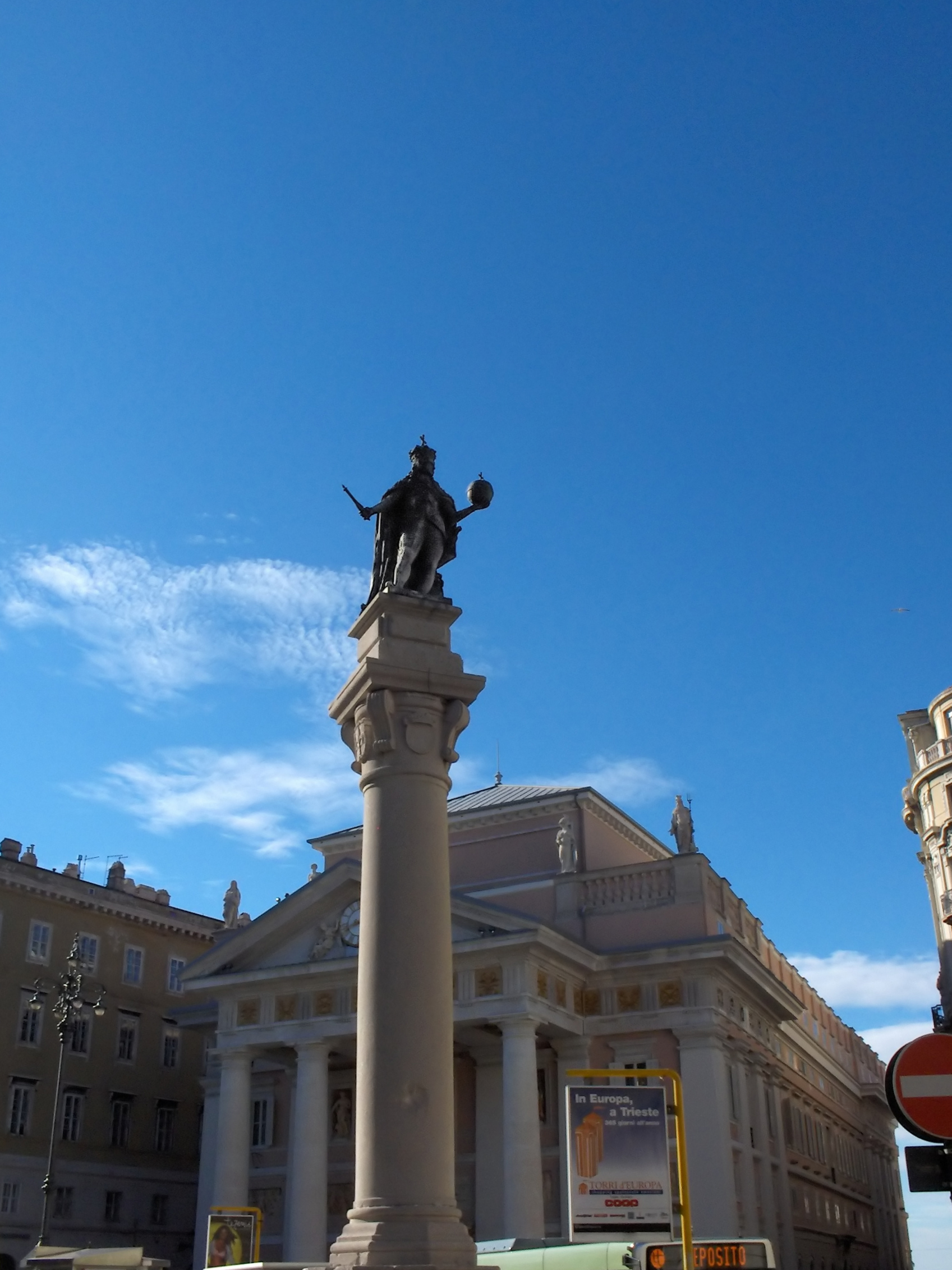
Statua di Leopoldo I
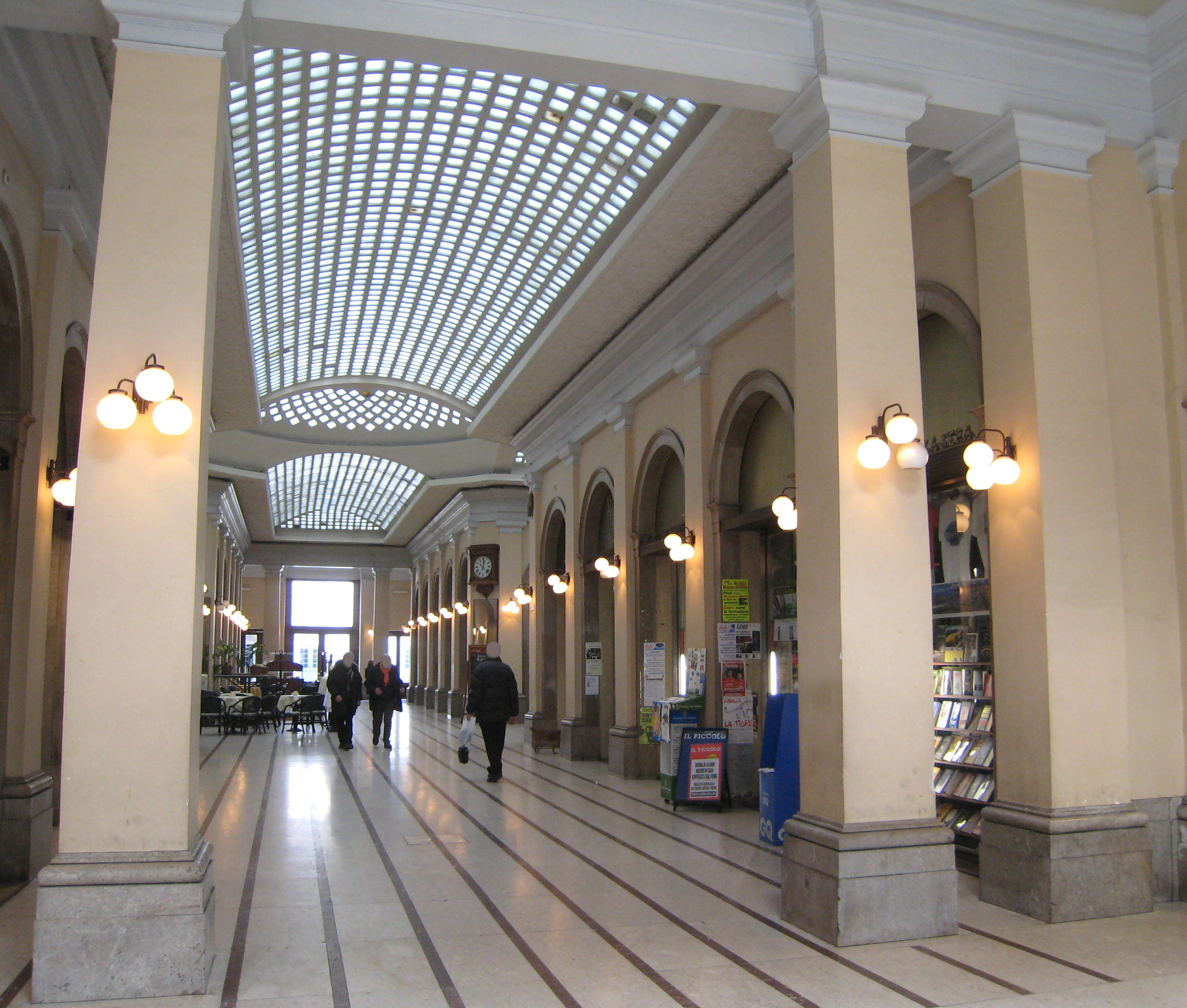
La galleria del Tergesteo
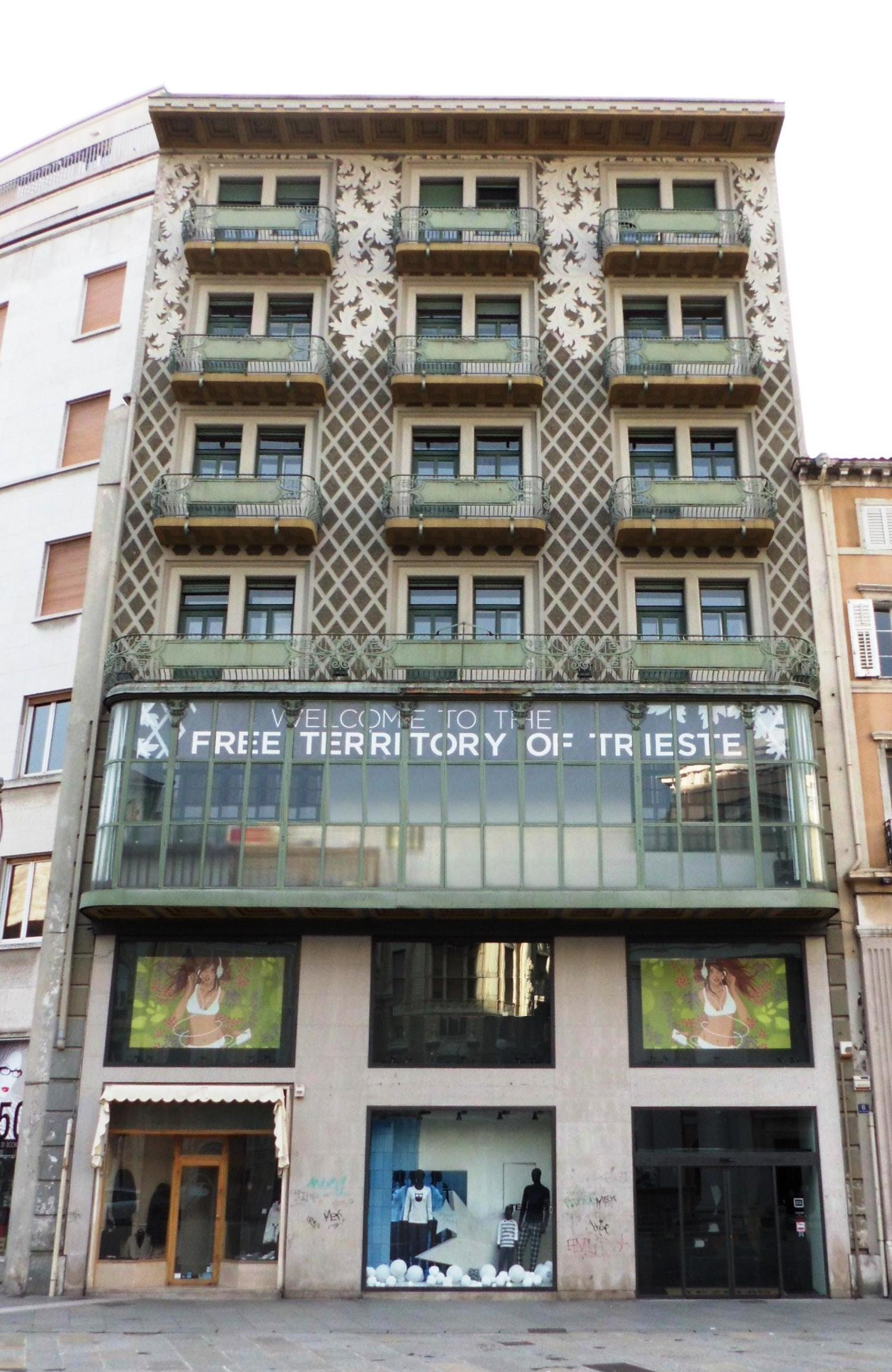
Casa Bartoli
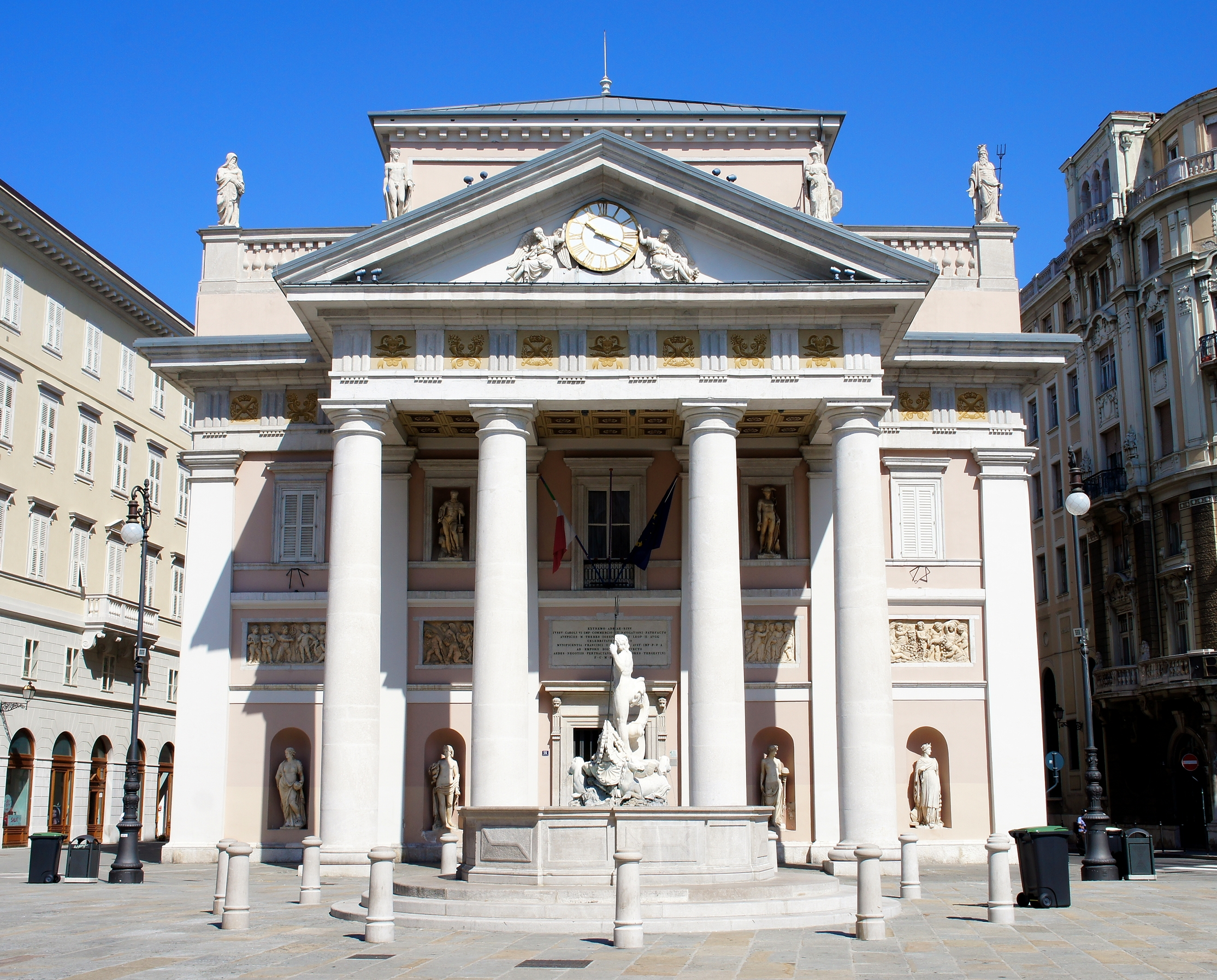
Camera di Commercio